# Степанов, Сергей Анатольевич (переводчик)
Серге́й Анато́льевич Степа́нов (род. 1952) — российский переводчик c английского языка.

## Биография
Закончил Ленинградский электротехнический институт им. В. И. Ульянова (Ленина) по специальности «Прикладная математика» (1975) и аспирантуру в Московском инженерно-строительном институте (МИСИ) по специальности «Автоматизация систем управления» (1989). Кандидат технических наук.
Занимался в семинарах художественного перевода под руководством Эльги Линецкой и Виктора Топорова.
Член Союза писателей Санкт-Петербурга. Преподаёт на кафедре перевода РГПУ им. А. И. Герцена.

## Переводы
Наиболее известен своей работой с творчеством Уильяма Шекспира. Заново перевёл весь корпус шекспировских сонетов и трагедию «Гамлет» (эти переводы Виктор Топоров расценил как буквалистские и неудобочитаемые), опубликовал две книги по шекспировскому вопросу, отстаивая гипотезу об авторстве графа Рэтленда и его супруги.
Переводил также «Песни Невинности и Опыта» Уильяма Блейка, стихи Т. С. Элиота, Джона Донна, Эмили Дикинсон, Р. Киплинга, Дж. Р. Толкина, Эдгара Аллана По и др.